# Le Poët-Laval
Le Poët-Laval is een gemeente in het Franse departement Drôme (regio Auvergne-Rhône-Alpes). De plaats maakt deel uit van het arrondissement Nyons, en ligt aan de D540, de departementale weg van Montélimar naar Dieulefit. Le Poët-Laval is lid van Les Plus Beaux Villages de France. Le Poët-Laval telde op 1 januari 2022 958 inwoners.
De schrijver Gerard Reve bezat hier langere tijd het La Grâce, een huis midden in het dorp aan de oude D540.
De oorspronkelijke naam van het dorp is 'pogetum vallis', dat is: een verhoging in het midden van een grotere vallei. De naam houdt dus geen verband met het Franse woord voor dichter zoals sommige Nederlanders wel denken, misschien om het verblijf van Reve wat meer betekenis te geven.

## Geografie
De oppervlakte van Le Poët-Laval bedraagt 31,22 vierkante kilometer; de bevolkingsdichtheid is 31 inwoners per km² (per 1 januari 2019).

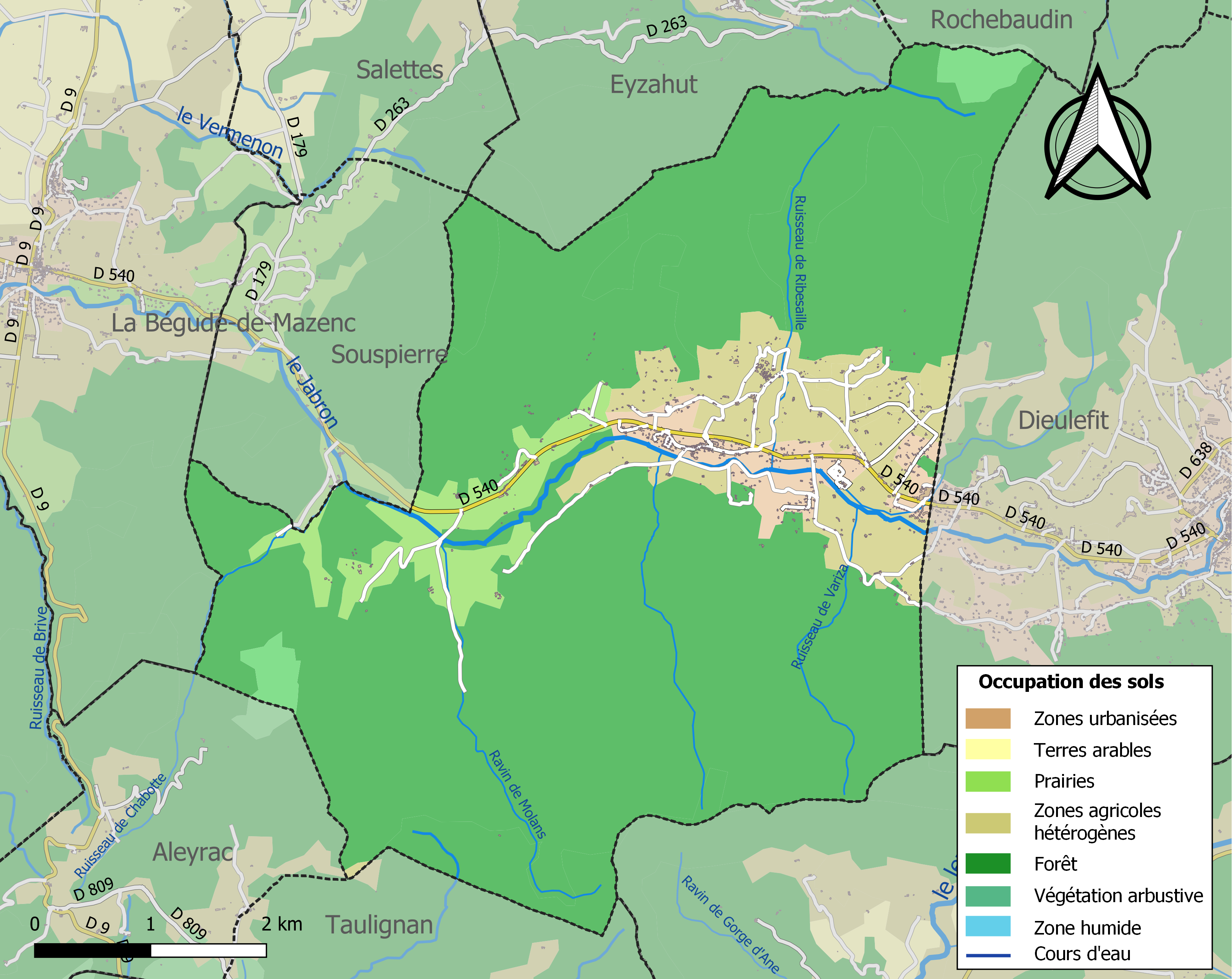
Kaart van de gemeente met belangrijkste infrastructuur, bodemgebruik en omliggende gemeenten

## Demografie
Onderstaande figuur toont het verloop van het inwonertal (bron: INSEE-tellingen).

## Afbeeldingen

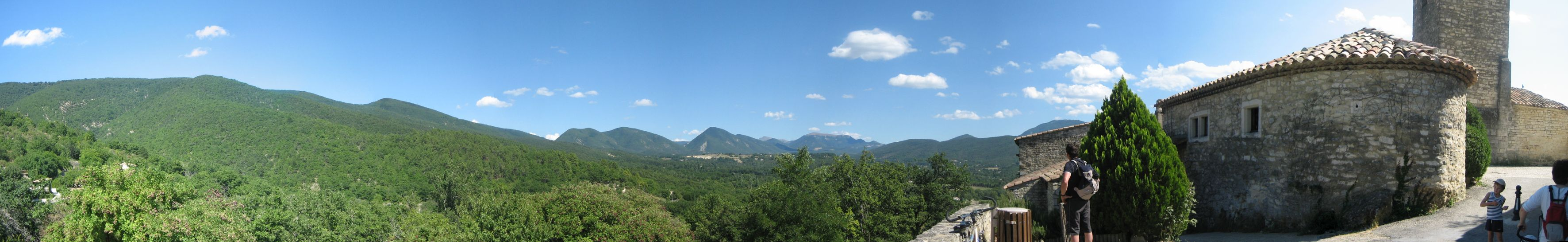
Gezicht vanaf Le Poët-Laval
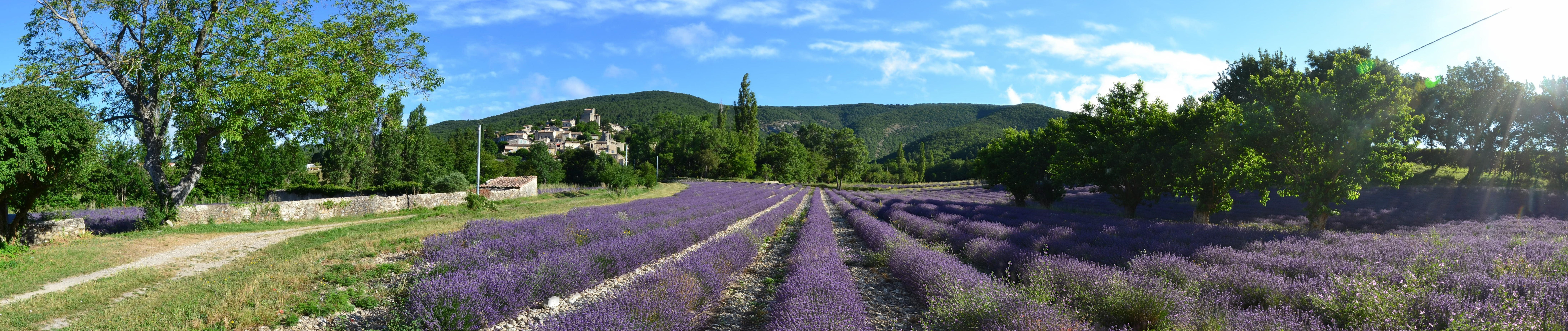
Lavendelvelden bij Le Poët-Laval